# Sällskapsresan (punkband)
Sällskapsresan, tidigare kända som Kalabalik i Lingonskogen (2002-2006), är ett punkband från Stockholm som bildades 2002. Bandet består av de två originalmedlemmarna David Ritschard  på sång, Gustav Erlandsson Holmqvist på gitarr och sång, samt Robin Wiksander på bas sedan 2005, Kalle Sladö som trummis sedan 2006 och Henke på gitarr sedan 2008. Efter ett par tidiga demoinspelningar så togs i januari 2006 beslutet att spela in några låtar. Detta skedde i Studio Hans i Rågsved och när inspelningen var klar bestämde sig det relativt nystartade skivbolaget Sekerhetspersonaal Records att släppa de inspelade låtarna som en EP. Skivreleasen ägde rum 18 maj 2006 på Kafé 44. När Kalle tillkom på trummor hösten 2006 bytte bandet namn till Sällskapsresan. 
I mars 2007 bytte bandet skivbolag till Buzzbox Records, och en ny skiva spelades in november 2007. Skivan producerades av Mart Hällgren (De Lyckliga Kompisarna, Ubba mfl) i hans studio och fick namnet Vart tog alla roliga kompisarna vägen?. Den släpptes den 6 mars 2008 och i samband med skivsläppet tillkom även Henke som gitarrist i bandet.

## Diskografi
- 2006 - Attitydproblem
- 2008 - Vart tog alla roliga kompisarna vägen?

### Samlingar
- 2006 - Samling vid punken
- 2007 - Melodier vi minns (typ)
- 2008 - Inför ett sådant argument måste jag naturligtvis böja mig